# Schönhagen (Eichsfeld)
Schönhagen település Németországban, azon belül Türingiában. Lakosainak száma 145 fő (2023. december 31.).

## Népesség
A település népességének változása:
| Lakosok száma | 148  | 145  | 145  | 143  | 145  |
|               | 2017 | 2019 | 2021 | 2022 | 2023 |